# Araneus carabellus
Araneus carabellus är en spindelart som först beskrevs av Embrik Strand 1913.  Araneus carabellus ingår i släktet Araneus och familjen hjulspindlar. Inga underarter finns listade i Catalogue of Life.